# Adolph Weber
Adolph Weber (17 febbraio 1875 – ...) è stato un ginnasta e multiplista tedesco.
Partecipò ai Giochi della III Olimpiade che si svolsero a Saint Louis nel 1904. All'Olimpiade prese parte alle gare di concorso generale, concorso generale - tre eventi e triathlon. Il risultato migliore che riuscì ad ottenere fu il diciassettesimo posto nel concorso generale a tre eventi.